# Ravel (cràter)
Ravel és un cràter d'impacte en el planeta Mercuri de 78 km de diàmetre. Porta el nom del compositor francès Maurice Ravel (1875-1937), i el seu nom va ser aprovat per la Unió Astronòmica Internacional el 1985.